# Самуель Клемент Бредфорд
Самуель Клемент Бредфорд (англ. Samuel Klement Bradford; 10 січня 1878, Лондон, Велика Британія — 13 листопада 1948) — англійський бібліотекар.

## Біографія
Народився 10 січня 1878 року в Лондоні. Отримав хімічну освіту, після чого в 1899 році влаштувався на роботу в Музей науки (Лондон). На початку 1900-х років пройшов короткострокові бібліотечні курси, після чого в 1901 році перейшов у бібліотеку при зазначеному музеї в якості бібліотекаря і пропрацював аж до 1922 року. Після цього був трохи підвищений у посаді до помічника завідувача і пропрацював до 1925 року. Потім ще був підвищений у посаді до заступника і пропрацював до 1938 року, після чого тимчасово вийшов у відставку за станом здоров'я. Нарешті з 1939 по 1948 рік обіймав посаду завідувача бібліотекою.
Помер 13 листопада 1948 року.

## Наукові роботи
Основні наукові роботи присвячені бібліотекознавству, документознавству та хімії. Автор понад 35 наукових праць. Активно допомагав колегам створювати УДК. Ввів закон розсіяння інформації, нині відомий як закон Бредфорда.

## Членство в товариствах
- Президент Міжнародної федерації інформації і документації.
- Засновник і член Британського товариства міжнародної бібліографії
- Член Міжнародного бібліографічного інституту.